# Ghats flygplats
Ghat är en flygplats i Libyen.   Den ligger i distriktet Ghat, i den västra delen av landet, 900 km söder om huvudstaden Tripoli. Ghat ligger 699 meter över havet.
Terrängen runt Ghat är huvudsakligen platt, men österut är den kuperad.  Trakten runt Ghat är nära nog obefolkad, med mindre än två invånare per kvadratkilometer. Det finns inga samhällen i närheten. Trakten runt Ghat är ofruktbar med lite eller ingen växtlighet.